# Paternopoli
Paternopoli é uma comuna italiana da região da Campania, província de Avellino, com cerca de 2.716 habitantes. Estende-se por uma área de 18 km², tendo uma densidade populacional de 151 hab/km². Faz fronteira com Castelfranci, Castelvetere sul Calore, Fontanarosa, Gesualdo, Luogosano, Montemarano, San Mango sul Calore, Torella dei Lombardi, Villamaina.

## Demografia
| Variação demográfica do município entre 1861 e 2011                               |
|                                                                                   |
| Fonte: Istituto Nazionale di Statistica (ISTAT) - Elaboração gráfica da Wikipedia |